# Carlos Aníbal Altamirano Argüello
Pour les articles homonymes, voir Argüello.
Carlos Aníbal Altamirano Argüello, né le 13 mars 1942 à Aloasí (Machachi, province de Pichincha) et mort le 25 septembre 2015 à Quito, est un prélat catholique équatorien.

## Biographie
Après avoir étudié la philosophie et la théologie au grand séminaire San José de Quito, il est ordonné prêtre le 29 juin 1966. Il exerce son sacerdote dans différentes paroisses de l'archidiocèse de Quito jusqu'en 1994, lorsqu'il est nommé évêque auxiliaire de Quito et évêque titulaire d'Ambia (de). Le 14 février 2004, il devient évêque d'Azogues.